# فهرست فرودگاه‌ها بر پایه کد ایکائو: G
فهرست فرودگاه‌ها بر پایه کد فرودگاهی ایکائو: A - B - C - D - E - F - G - H - I - J - K - L - M - N - O - P - Q - R - S - T - U - V - W - X - Y - Z
ببینید: فهرست فرودگاه‌ها بر پایه کد یاتا
نحوهٔ چینش اطلاعات:
- ایکائو؛ (یاتا)؛ نام فرودگاه؛ مکان فرودگاه

## GA -مالی
همچنین رده و فهرست را ببینید.
- GAAO فرودگاه آنسونگو Ansongo
- GABD فرودگاه باندیاگارا Bandiagara
- GABF فرودگاه بافولاب Bafoulabe
- GABG فرودگاه بوگونی Bougouni
- GABR فرودگاه بورم Bourem
- GABS (BKO) فرودگاه بین‌المللی باماکو-سانوو باماکو
- GADZ فرودگاه دوونتزا Douentza
- GAGM (GUD) فرودگاه گوندام Goundam
- GAGO (GAQ) فرودگاه بین‌المللی ژاو (Korogoussou Airport) گائو
- GAKA (KNZ) فرودگاه کینیبا Kenieba
- GAKL فرودگاه کیدال کیدال
- GAKN فرودگاه کولوکانی Kolokani
- GAKO (KTX) فرودگاه کوتیالا Koutiala
- GAKT فرودگاه کیتا Kita
- GAKY (KYS) فرودگاه کایس کایس (مالی)
- GAMA فرودگاه مارکالا Markala
- GAMB (MZI) فرودگاه ماپتی (Barbe Airport) موپتی
- GAMK فرودگاه مناکا Ménaka، Ménaka Cercle
- GANF فرودگاه نیافونکه Niafunké
- GANK (NRM) فرودگاه کیبن Nara
- GANR (NIX) فرودگاه نیورو Nioro
- GASK (KSS) فرودگاه سیکاسو سیکاسو
- GATB (TOM) فرودگاه تیمبوکتو تیمبوکتو
- GATS فرودگاه تسالیت Tessalit
- GAYE (EYL) فرودگاه یلیمانی Yélimané

## GB -گامبیا
همچنین رده و فهرست را ببینید.
- GBYD (BJL) فرودگاه بین‌المللی بانجول (Yundum Int'l) بانجول

## GC -جزایر قناری(Spain)
همچنین ببینید: رده:فرودگاه‌های جزایر قناری و فهرست (اسپانیا).
- GCFV (FUE) فرودگاه فوئرته‌ونتورا فوئرته‌ونتورا
- GCHI (VDE) فرودگاه ال هیرو El Hierro
- GCLA (SPC) فرودگاه لا پالما لا پالما (جزیره)
- GCLP (LPA) فرودگاه گرن کناریا گران کاناریا
- GCGM (GMZ) فرودگاه لا گومرا لا گومرا
- GCRR (ACE) فرودگاه لانزاروته (Lanzarote Airport) Arrecife
- GCTS (TFS) فرودگاه تنریف جنوبی (Reina Sofía) تنریف
- GCXO (TFN) فرودگاه تنریف شمالی (Los Rodeos) تنریف

## GE -سبتهوملیلیه(اسپانیا)
همچنین رده و فهرست را ببینید. (اسپانیا)
- GECE (JCU) بالگردگاه سبته سبته
- GEML (MLN) فرودگاه میلیلیا ملیلیه

## GF -سیرالئون
همچنین رده و فهرست را ببینید.
- GFBN (BTE) فرودگاه بین‌المللی شربرو Bonthe
- GFBO (KBS) فرودگاه بو Bo
- GFGK (GBK) فرودگاه گبانگباتک Gbangbatok
- GFHA (HGS) Hastings Airport فری‌تاون
- GFKB (KBA) فرودگاه کبلا Kabala
- GFKE (KEN) فرودگاه کنما Kenema
- GFLL (FNA) فرودگاه بین‌المللی لونگی فری‌تاون
- GFYE (WYE) فرودگاه اینگما Yengema
- GFYE (WYE) فرودگاه اینگما Yengema

## GG -گینه بیسائو
همچنین رده و فهرست را ببینید.
- GGBU (BQE) Bubaque Airport Bubaque
- GGOV (OXB) فرودگاه بین‌المللی اوسوالدو وییرا بیسائو
- GGCF Cufar Airport Cufar

## GL -لیبریا
همچنین رده و فهرست را ببینید.
- GLBU (UCN) فرودگاه بیوکنن Buchanan
- GLCP (CPA) فرودگاه کیپ پالماس Harper
- GLGE (SNI) فرودگاه گرینویل/سینو Greenville (Sinoe)
- GLLB فرودگاه لامکو Buchanan
- GLMR (MLW) فرودگاه اسپریگس پین مونروویا
- GLNA (NIA) فرودگاه نیمبا Nimba
- GLRB (ROB) فرودگاه بین‌المللی رابرتز مونروویا
- GLST (SAZ) فرودگاه سستون Sasstown
- GLTN (THC) فرودگاه شه‌ین Tchien
- GLVA (VOI) فرودگاه ووینجاما Voinjama

## GM -مراکشوصحرای غربی

### مراکش
همچنین رده و فهرست را ببینید.
- GMAA فرودگاه اینزگان اگادیر، سوس ماسه درعه
- GMAD (AGA) Al Massira Airport اگادیر، سوس ماسه درعه
- GMAT (TTA) فرودگاه طانطان (Plage Blanche Airport) طانطان، کلمیم السماره
- GMAZ Zagora Airport Zagora، سوس ماسه درعه
- GMFA Ouezzane Airport وزان، غرب شرارده بنی حسین
- GMFF (FEZ) فرودگاه فس-سایس فاس، فاس بولمان
- GMFI فرودگاه افران افران (پادشاه)، مکناس تافیلالت
- GMFK (ERH) فرودگاه مولای علی الشریف Errachidia، مکناس تافیلالت
- GMFM (MEK) پایگاه هوایی باساتین (Second Royal Air Force Base) مکناس، مکناس تافیلالت
- GMFO (OUD) فرودگاه انگادس وجده، Oriental
- GMFU Sefrou Airport فاس، فاس بولمان
- GMFZ Taza Airport تازه (مراکش)، تازه الحسیمه تاونات
- GMMB فرودگاه بن اسلیمان Ben Slimane، شاویه وردیغه
- GMMC (CAS) فرودگاه کسابلانک-انفا کازابلانکا، کازابلانکای بزرگ
- GMMD Beni Mellal Airport بنی‌ملال، تادله
- GMME (RBA) فرودگاه رباط سله (First Royal Air Force Base) رباط (مراکش) / سلا، رباط سلا زمور زعیر
- GMMF (SII) فرودگاه سیدی ایفنی Sidi Ifni، سوس ماسه درعه
- GMMI (ESU) فرودگاه موگادور صویره (Mogador), مراکش تانسیفت الحوز
- GMMJ El Jadida Airport الجدیده، دکاله عبده
- GMMN (CMN) فرودگاه بین‌المللی محمد پنجم کازابلانکا، کازابلانکای بزرگ
- GMMO Taroudant Airport تارودانت، سوس ماسه درعه
- GMMS (SFI) Safi Airport اسفی، دکاله عبده
- GMMT Tet Mellil Airport کازابلانکا، کازابلانکای بزرگ
- GMMW (NDR) فرودگاه بین‌المللی ناظور (Al Aroui Airport) ناظور، Oriental
- GMMX (RAK) فرودگاه مراکش-منارا مراکش، مراکش تانسیفت الحوز
- GMMY (NNA) پایگاه هوایی قنیطره (Third Royal Air Force Base) قنیطره، غرب شرارده بنی حسین
- GMMZ (OZZ) فرودگاه ورزازات ورزازات، سوس ماسه درعه
- GMSL پایگاه هوایی سیدی سلیمین (Fifth Royal Air Force Base) Sidi Slimane، غرب شرارده بنی حسین
- GMTA (AHU) فرودگاه چریف ال ایدریسی حسیمه، تازه الحسیمه تاونات
- GMTN (TTU) فرودگاه سنیا رمل تطوان، طنجه تطوان
- GMTT (TNG) فرودگاه ابن بطوطه طنجه طنجه (Tanger), طنجه تطوان

### صحرای غربی
همچنین رده و فهرست را ببینید.
- GMMA (SMW) فرودگاه سماره سماره، صحرای غربی
- GMMH (VIL) فرودگاه داخله داخله (Villa Cisneros), صحرای غربی
- GMML (EUN) فرودگاه هاسن آی العیون (El Aaiún), صحرای غربی

## GO -سنگال
همچنین رده و فهرست را ببینید.
- GOGG (ZIG) فرودگاه زیگوینچور Ziguinchor
- GOGK (KDA) فرودگاه کولدا شمالی Kolda
- GOGS (CSK) فرودگاه کپ اسکر Cap Skiring
- GOOK (KLC) کاولک فرودگاه کائولاک
- GOOY (DKR) فرودگاه بین‌المللی لئوپولد سدار سنگور داکار
- GOSM (MAX) فرودگاه اورو سوگوئی Matam
- GOSP (POD) فرودگاه پودور Podor
- GOSR (RDT) فرودگاه ریچارد تول Richard Toll
- GOSS (XLS) فرودگاه سنت لویی Saint-Louis
- GOTB (BXE) فرودگاه باکل Bakel
- GOTK (KGG) فرودگاه کیدوگو Kédougou
- GOTS (SMY) فرودگاه سیمنتی Simenti
- GOTT (TUD) فرودگاه تامباکوندا Tambacounda

## GQ -موریتانی
همچنین رده و فهرست را ببینید.
- GQNA (AEO) فرودگاه ایوون ال اترووس Aioun el Atrouss
- GQNB (OTL) فرودگاه بووتیلیمیت Boutilimit
- GQNC (THI) فرودگاه تیشیت Tichitt
- GQND (TIY) فرودگاه تجکجه Tidjikja
- GQNE (BGH) فرودگاه اببای Boghe
- GQNF (KFA) فرودگاه کیفا Kiffa
- GQNH (TMD) فرودگاه تیمبدرا Timbedra
- GQNI (EMN) فرودگاه نما Néma
- GQNJ (AJJ) فرودگاه اکیوویت اکجوجت
- GQNK (KED) فرودگاه کایدی Kaédi
- GQNL (MOM) فرودگاه لتفوتار Moudjeria
- GQNM فرودگاه داهارا Timbedra
- GQNN (NKC) فرودگاه بین‌المللی نواکشوت نواکشوت
- GQNS (SEY) فرودگاه سطی‌لیببی Selibaby
- GQNT (THT) فرودگاه تامچاکت Tamchakett
- GQPA (ATR) فرودگاه بین‌المللی اتر Atar
- GQPF (FGD) فرودگاه افدریک افدیرک
- GQPP (NDB) فرودگاه بین‌المللی نوادهیبو نوادیبو
- GQPT فرودگاه بیرموگرین Bir Moghrein
- GQPZ (OUZ) فرودگاه تازادیت Zouérat

## GS -صحرای غربی
Note: These airports now also have ICAO codes starting with GM.
- GSAI (EUN) El Aaiún Airport (Hassan Airport) العیون (Laâyoune) (also see GMML)
- GSMA (SMW) فرودگاه سماره سماره (also see GMMA)
- GSVO (VIL) فرودگاه داخله داخله (Villa Cisneros) (also see GMMH)

## GU -گینه
همچنین رده و فهرست را ببینید.
- GUCY (CKY) فرودگاه بین‌المللی کوناکری (Gbessia Int'l) کوناکری
- GUFA (FIG) فرودگاه فریا Fria
- GUFH (FAA) فرودگاه فارانا Faranah
- GUGO فرودگاه گبنکو Banankoro
- GUKR فرودگاه کاواس Port Kamsar
- GUKU (KSI) فرودگاه کیسیدوگو Kissidougou
- GULB (LEK) Tata Airport  Labe
- GUMA (MCA) فرودگاه مکنتا Macenta
- GUNZ (NZE) فرودگاه نزرکوره N'zerekore
- GUOK (BKJ) فرودگاه بوکه بارالاند Boké
- GUSA فرودگاه سنگرردی Sangarédi، گینه
- GUSB (SBI) فرودگاه سمبیلو Koundara
- GUSI (GII) فرودگاه سیگوییری Siguiri
- GUXN (KNN) فرودگاه کانکان Kankan

## GV -کیپ ورد
همچنین رده و فهرست را ببینید.
- GVAC (SID) فرودگاه بین‌المللی امیلکر کبرل Sal، Espargos
- GVAN (NTO) فرودگاه آگوستینو نتو Ponta do Sol، Santo Antão
- GVBA (BVC) فرودگاه رابیل Boa Vista، Rabil
- GVNP (RAI) فرودگاه بین‌المللی پرائیا Santiago، پرایا
- GVMA (MMO) فرودگاه مایو Maio،  Vila do Maio
- GVMT (MTI) Mosteiros Airport Fogo، Mosteiros
- GVSF (SFL) فرودگاه سائو فیلیپ Fogo، São Filipe
- GVSN (SNE) فرودگاه پره‌گوئیچا São Nicolau، Preguiça
- GVSV (VXE) فرودگاه سائو پدرو São Vicente، São Pedro